# Sabina lemeeana
Sabina lemeeana là một loài thực vật hạt trần trong họ Cupressaceae. Loài này được Cheng & W. T. Wang mô tả khoa học đầu tiên năm 1961.